# Šu-Sin

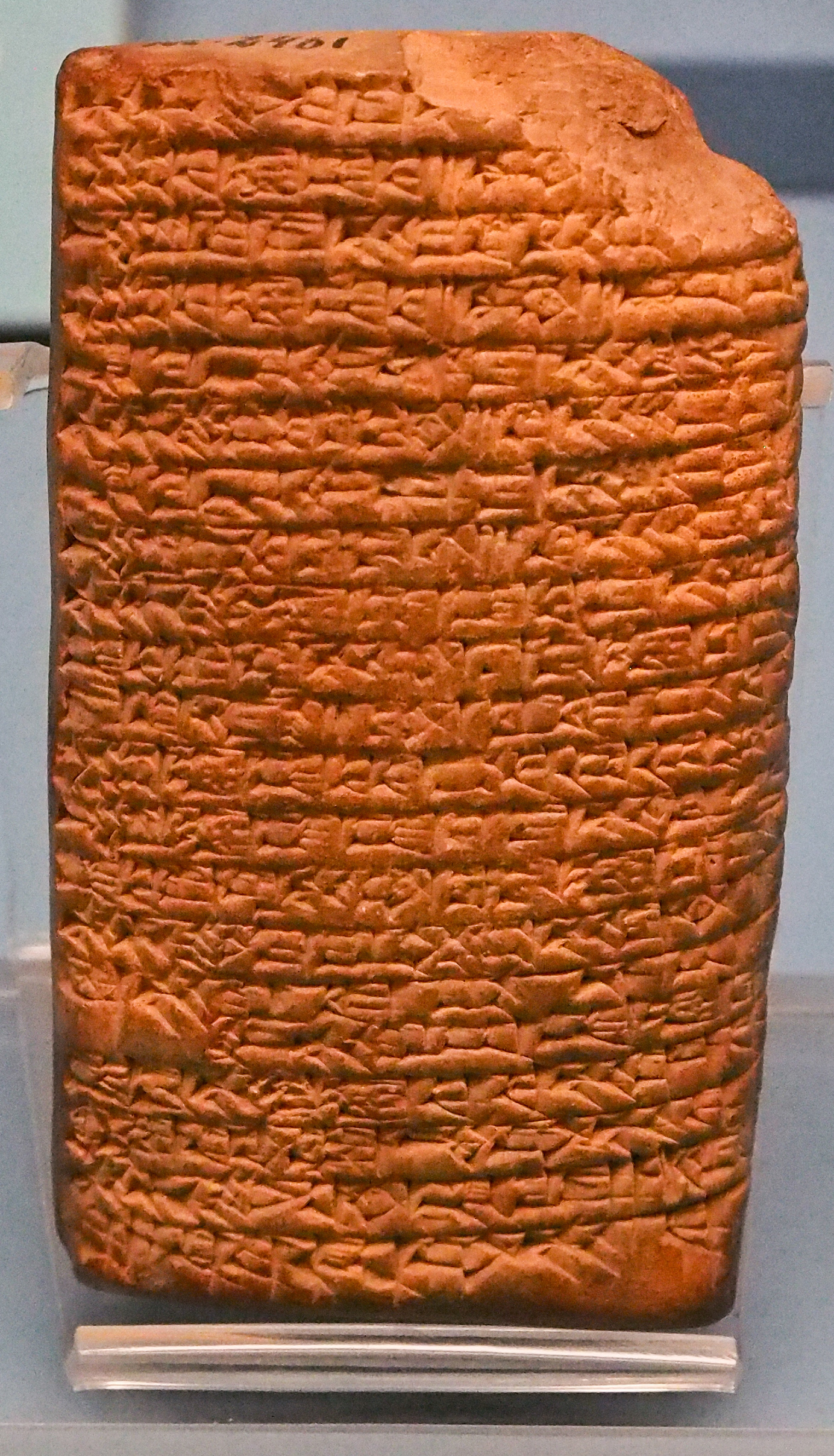
Keilschrifttafel mit Liebesgedicht auf Šu-Sin

Šu-Sin von Ur (auch Schu-Sin, Schu-Suen, Schusuena, Šusuena) war von 2037 bis 2029 v. Chr. (Mittlere Chronologie) König von Sumer und Akkad in Mesopotamien (im heutigen Irak). Er regierte nur etwa zehn Jahre.

## Leben
Šu-Sin war der vierte Regent aus der Dritten Dynastie von Ur; er folgte seinem Vater (oder nach anderen Überlegungen seinem Bruder) Amar-Suena nach dessen frühen Tod auf den Thron. Šu-Sins Mutter hieß Abī-simtī und war wohl Gemahlin des Amar-Suena. Über die Zeit seiner Regentschaft ist bekannt, dass von der Westgrenze des Reiches Gefahr drohte und dass er selbst sich rühmte, im Irak „sieben Länder verwüstet zu haben.“ Die Anzahl seiner Feldzüge ist aber insgesamt deutlich geringer als die seiner Vorgänger, was auf innere Schwierigkeiten deutet. Schon Šulgi hatte damit begonnen, eine Reihe von Festungen zu errichten, die das Reich gegen die Tidnum, bei denen es sich um Amoriter handelte, schützen sollte. Der Bau begann in seinem 4. Regierungsjahr und wird in königlichen Inschriften, in seinen Jahresdatierungen und Weiheinschriften genannt. Der Erfolg dieser Befestigungen ist zweifelhaft
Nachfolger wurde sein Sohn Ibbi-Sin, der letzte Großkönig aus der Dritten Dynastie von Ur.
Es sind mehrere Keilschrifttexte mit Gedichten überliefert, die sich an Šu-Sin richten, möglicherweise in Zusammenhang mit dem Ritual der Heiligen Hochzeit. Das bekannteste ist der als Liebeslied einer Frau auf Schusuena von Ur III bezeichnete Text.
Als seine Gemahlin ist Kubātum in diversen Texten bezeugt.

## Šu-Sins Jahresdatierungen
- Jahr 1: Das Jahr, als Šu-Sin König wurde
- Jahr 2: Das Jahr, als Šu-Sin König von Ur wurde, Kalfatern des Bootes des Enki (genannt), Ibex von Abzu
- Jahr 3: Das Jahr, als Šu-Sin, der König von Ur, Simanun zerstörte
- Jahr 4: Das Jahr als Šu-Sin, der König von Ur, die Amurru-Mauer baute, (genannt): Zurückdrängen der Tidanum
- Jahr 5: Das Jahr, nachdem Šu-Sin, der König von Ur, die Amurru-Mauer baute, (genannt): Zurückdrängen der Tidanum
- Jahr 6: Das Jahr, als Šu-Sin, der König von Ur, eine prächtige Stele für Enlil und Ninlil errichtete
- Jahr 7: Das Jahr, als Šu-Sin, der König von Ur, der Herrscher der vier Teile, das Land der Zabszali zerstörte
- Jahr 8: Das Jahr, als Šu-Sin, der König von Ur, ein prächtiges Boot für Enlil und Ninlil machte
- Jahr 9: Das Jahr, als Šu-Sin, der König von Ur, den Tempel für Szara in Umma baute[8]